# Upplands runinskrifter 108
Upplands runinskrifter 108 är en vikingatida runsten i Bisslinge, Eds socken och Upplands Väsby kommun. Runstenen är inmurad liggande i en källare. Stenen är cirka 1,2 meter lång och 0,6 meter hög. Runhöjden är cirka 9 centimeter.
Johannes Bureus beskrev stenen som hel och en samtida avbildning visar också stenen så. Emellertid byggdes källaren om på 1600-talet och stenen, som var sprucken, placerades på två olika ställen i källarväggen. Delarna vilar omedelbart på källarens golv och bär upp taket och är därmed omöjlig att ta ut utan att riva källaren.

## Inskriften
Translitterering av runraden:
· -ki au- · ikik(e)r · u- -krþiʀ · þu · litu · r-a · st[ain · i](f)[ti](ʀ) · iu---- faþur sin · ku[þ] el(b)[i] ons · ot uk salu
Normalisering till runsvenska:
[I]ngi o[k] Ingigærðr/Ingigæiʀʀ o[k] -krþiʀ þau letu r[æis]a stæin æftiʀ ..., faður sinn. Guð hialpi hans and ok salu.
Översättning till nusvenska:
Inge och Ingegärd och ... de läto resa stenen efter ..., sin fader. Gud hjälpe hans ande och själ.